# 1250 en santé et médecine
| Années de la santé et de la médecine : 1247 - 1248 - 1249 - 1250 - 1251 - 1252 - 1253    |
| Décennies de la santé et de la médecine : 1220 - 1230 - 1240 - 1250 - 1260 - 1270 - 1280 |

Cet article présente les faits marquants de l'année 1250 en santé et médecine.

## Événements

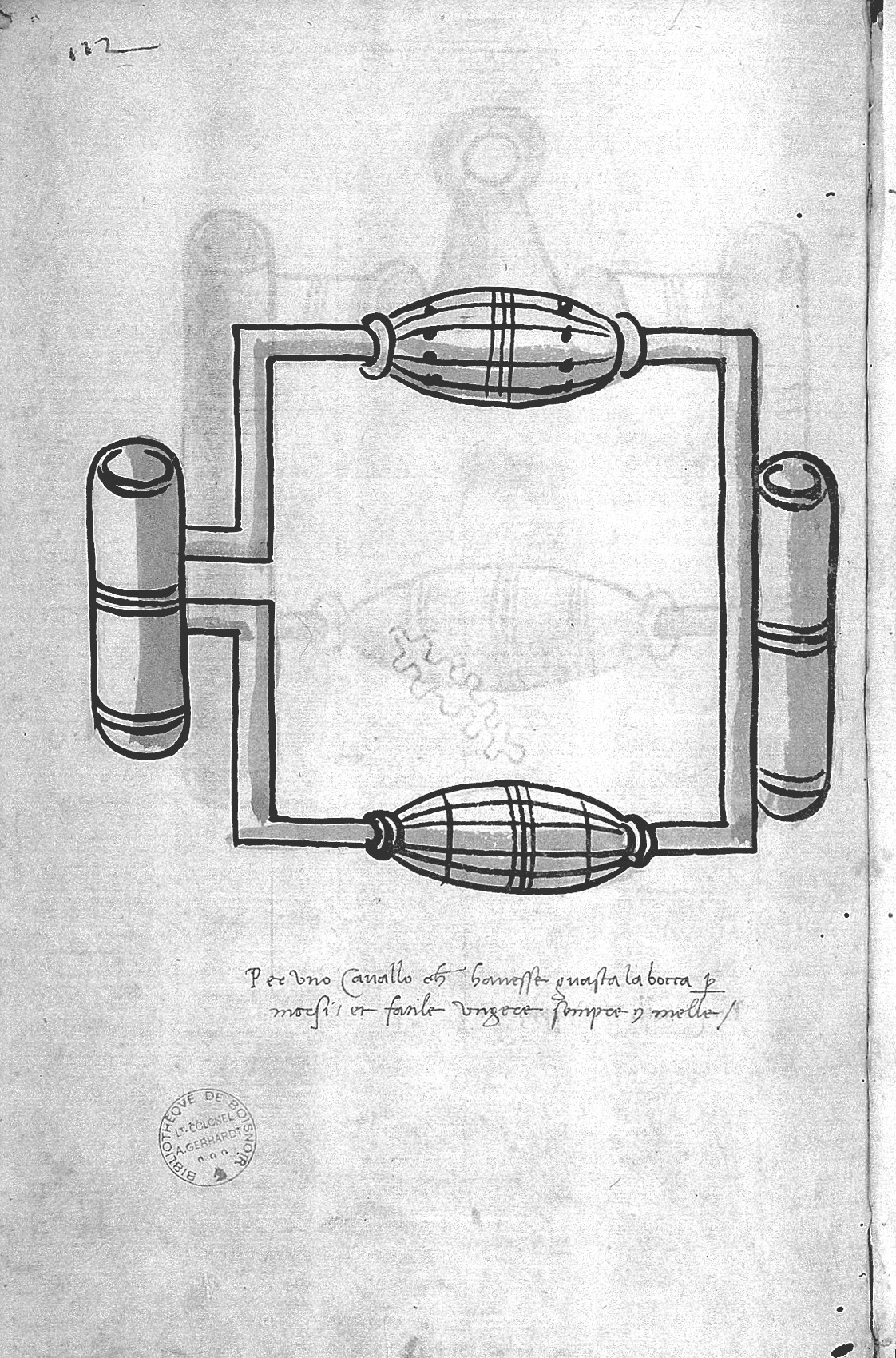
Giordano Ruffo Libro dell'infirmita
dei cavalli
Manuscrit du s.

- Février : les croisés de la septième croisade connaissent plusieurs épidémies, de dysenterie, de typhus et de scorbut, aggravées par la sécheresse. Le roi français Saint Louis est également atteint de la dysenterie[1].
- 13 décembre : la dysenterie emporte l'empereur Frédéric II[2].
- Ouverture de la faculté de médecine de l'université de Padoue[3].
- Création de la table-Dieu de Compiègne, « bureau de charité […] établi pour les pauvres », à l'emplacement duquel un hospice sera fondé par Louis XIV en 1663[4].
- Une léproserie est attestée, sous le nom de Saint-Jacques-de-l'Étang, à Rançon, dans le diocèse de Rouen[5].
- La moniale cistercienne Alice de Schaerbeek meurt de la lèpre à l'âge de vingt-cinq ans[6].

## Publications
- 1230-1250 : période probable de la rédaction du Compendium medicinae (« Abrégé de médecine ») du médecin anglais Gilbert de Aquila (en) (1180-1250[7]).
- Vers 1250 : Roland de Parme, chirurgien de l'école de Salerne, élève de Rogerius, achève à Bologne la rédaction de sa Chirurgia, également connue sous le nom de Rolandina[8],[9].
- Vers 1250-1256 : Giordano Ruffo (c.1200-c.1256) rédige son De medicina equorum (« De la médecine des chevaux »), traité d'hippiatrie qui sera très largement diffusé et qui « marque le renouveau de la médecine vétérinaire médiévale[10] ».

## Naissance
- Vers 1250 : Pierre d'Abano (mort en 1318), médecin, philosophe et astrologue italien, auteur du Conciliator differentiarum philosophorum et precipue medicorum[11], qui lui vaudra le surnom de Conciliator[12].

## Décès
- Vers 1250[13] : Gilbert de Aquila (en) (né vers 1180[13]), médecin anglais, auteur d'un Compendium medicinae (« Abrégé de médecine ») très probablement rédigé entre 1230 et 1250[14].